# Maanshan
Maanshan (en chino, 马鞍山; pinyin, Mǎ'ānshān) es una ciudad-prefectura en el borde oriental de la provincia de Anhui, República Popular China. Ciudad industrial en la orilla sur del río Yangtze, Ma'anshán limita al noroeste con Chaohu, al suroeste con Wuhu, y al este con Nankín, capital de la provincia de Jiangsu.

## Administración
La ciudad de Maanshan administra 3 distritos y 3 condados.
- Distrito Yushan (雨山区)
- Distrito Huashan (花山区)
- Distrito Jinjiazhuang (金家庄区)
- Condado Dangtu (当涂县)
- Condado He (和县)
- Condado Hanshan (含山县)

### Localidades con población en noviembre de 2010
- Bówàng Qū 169,888
- Dāngtú Xiàn 454,883
- Hánshān Xiàn 376,436
- Hé Xiàn 460,161
- Huāshān Qū 431,859
- Yŭshān Qū 309,672

## Nombre
El nombre Maanshan significa "Montaña de la silla de montar" en chino. Según cuenta la leyenda, el nombre se origina cuando un general de la dinastía Chu occidental, Xiang Yu, huyó de la Batalla de Gaixian. Antes de ser capturado, el general derrotado prefirió suicidarse en la zona en lo que hoy es Maanshan, tras asegurarse de que su querido caballo sería transportado seguro al otro lado del río. Cuando vio a su amo perder la vida, el caballo desconsolado se lanzó al río, ahogándose. Como tributo, el barquero enterró la silla del caballo en una colina cercana, dando así nombre a Maanshan.

## Historia
La orilla sur del río Yangtze desde Maanshan hasta 240 km hacia el interior, ha sido desde hace mucho tiempo zona minera. La llegada del ferrocarril y la apertura del yacimiento de carbón de Huai-nan en los años 1930s facilitó a los japoneses la apertura de una acería en 1938. Aunque fue destruida al final de la Segunda Guerra Mundial, las industrias restablecieron la actividad en 1953, y Maanshan creció rápidamente durante el primer y segundo Plan Quinquenal de la China de Mao. Maanshan también tiene yacimientos de azufre y de cal, y factorías químicas y cementeras.
En 1954, Maanshan adquirió la categoría de pueblo y el 12 de octubre de 1956, se declaró la fundación de la ciudad de Maanshan.

## Geografía
Rodeada de colinas (Maanshan significa "montaña de la silla de montar"), no sufre los altos niveles de contaminación de otras ciudades con industria siderometalúrgica, gracias en parte a las políticas mediambientales puestas en marcha por el gobierno local, que han conseguido que la ciudad sea reconocida como una de las "10 ciudades verdes de China". Su clima es similar al de la zona del delta del río Yangtze, con menor humedad lo cual hace que los veranos e inviernos sean menos duros. En los meses de julio y agosto hay lluvias frecuentes. La colina de Caishi (采石磯), legendario campo de batalla emplazado al suroeste de la ciudad, es aclamado como una de las tres mejores colinas sobre el río Yangtze. El pabellón de Taibai es uno de los cuatro famosos pabellones del río Yangtze. La zona paisajística de Caishi está catalogada como destino turístico nacional, con una hermosa combinación de escenas naturales y hechas por el hombre.

## Clima
| Parámetros climáticos promedio de Maanshan                        | Parámetros climáticos promedio de Maanshan | Parámetros climáticos promedio de Maanshan | Parámetros climáticos promedio de Maanshan | Parámetros climáticos promedio de Maanshan | Parámetros climáticos promedio de Maanshan | Parámetros climáticos promedio de Maanshan | Parámetros climáticos promedio de Maanshan | Parámetros climáticos promedio de Maanshan | Parámetros climáticos promedio de Maanshan | Parámetros climáticos promedio de Maanshan | Parámetros climáticos promedio de Maanshan | Parámetros climáticos promedio de Maanshan | Parámetros climáticos promedio de Maanshan |
| Mes                                                               | Ene.                                       | Feb.                                       | Mar.                                       | Abr.                                       | May.                                       | Jun.                                       | Jul.                                       | Ago.                                       | Sep.                                       | Oct.                                       | Nov.                                       | Dic.                                       | Anual                                      |
| ----------------------------------------------------------------- | ------------------------------------------ | ------------------------------------------ | ------------------------------------------ | ------------------------------------------ | ------------------------------------------ | ------------------------------------------ | ------------------------------------------ | ------------------------------------------ | ------------------------------------------ | ------------------------------------------ | ------------------------------------------ | ------------------------------------------ | ------------------------------------------ |
| Temp. media (°C)                                                  | 2.9                                        | 4.7                                        | 9.2                                        | 15.5                                       | 20.9                                       | 24.8                                       | 28.3                                       | 27.7                                       | 23.1                                       | 17.6                                       | 11.3                                       | 5.2                                        | 15.9                                       |
| Precipitación total (mm)                                          | 37.6                                       | 50.4                                       | 86.8                                       | 93.1                                       | 106.8                                      | 167.0                                      | 182.5                                      | 123.2                                      | 67.0                                       | 61.0                                       | 53.8                                       | 29.2                                       | 1058.4                                     |
| Fuente: 马鞍山市气象局 马鞍山市气候变化分析 16 de febrero de 2010 |                                            |                                            |                                            |                                            |                                            |                                            |                                            |                                            |                                            |                                            |                                            |                                            |                                            |

## Economía

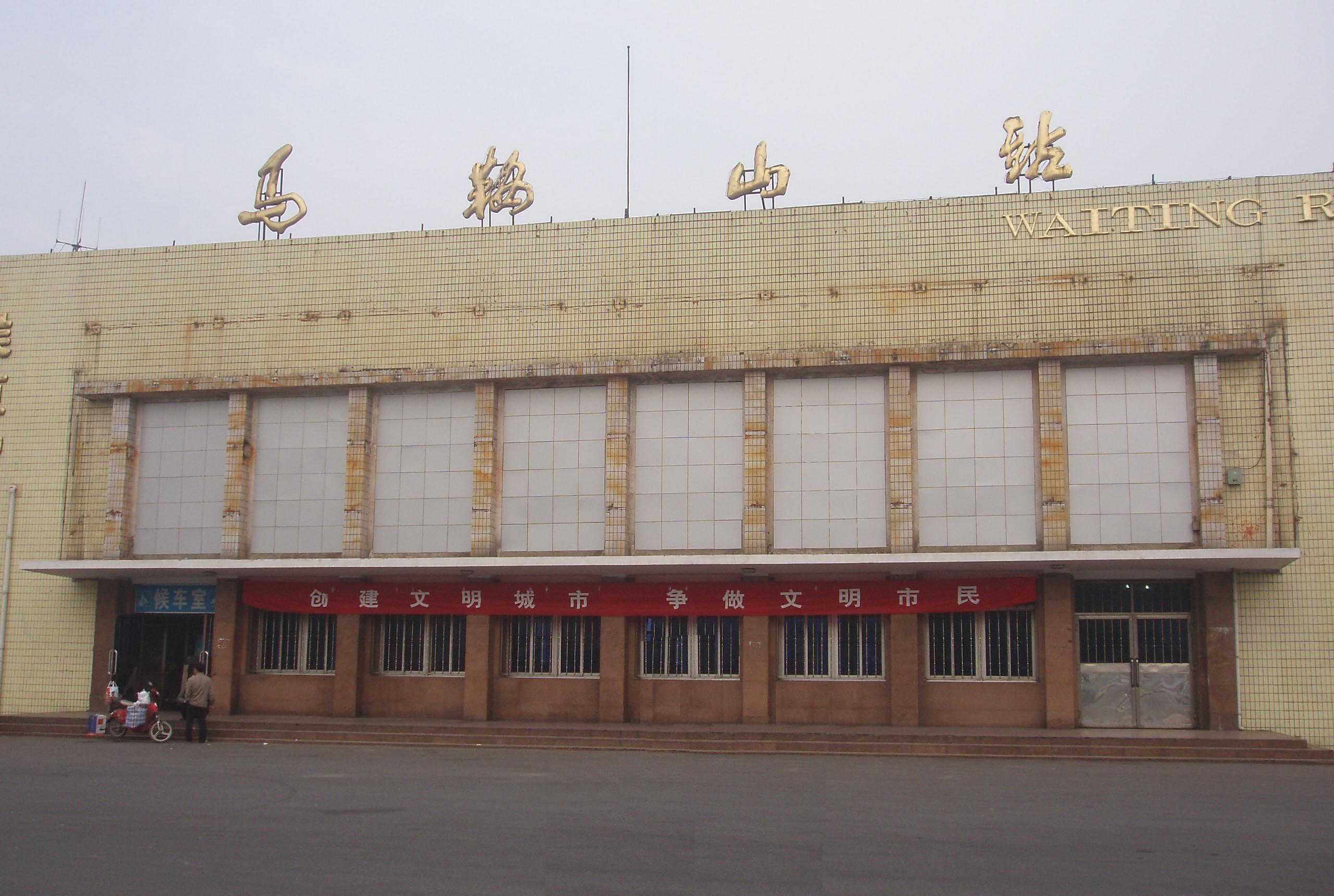
Estación de tren del este de Maanshan

La industria predominante es la siderometalúrgica, encabezada por el grupo Masteel (MaGang) que emplea gran parte de la mano de obra de Maanshan (unos 100,000 trabajadores). 
Actualmente (2005) se están llevando a cabo importantes ampliaciones de la planta acerera, para incrementar la producción drásticamente.
Con las avanzadas infraestructuras industriales y las facilidades logísticas y de transporte, Maanshan ha recibido un nivel importante de inversión tanto doméstica como extranjera en diversas industrias, no solo la metalúrgica sino también en componentes de automoción, maquinaria pesada, máquina herramienta, agroalimentarios, papelera y altas tecnologías.
La inversión industrial de Maanshan está 1º de la provincia de Anhui, y su PIB es el 4º de la provincia tras la capital, Hefei, la antigua capital Anqing, y Wuhu. La población de Maanshan está en el puesto 16º de la provincia, y con un PIB per cápita de ¥ 29,704 la posiciona en el Nº 1 de la provincia de Anhui, en niveles similares a la media del delta del Yangtze. 
Su situación a 40 km de Nankín la convierten en la prolongación natural al sur de la capital de Jiangsu, lo cual le beneficia al compartir aeropuerto y otros servicios con Nankín. Las comunicaciones han ayudado también a impulsar la economía e industria de Maanshan hasta niveles muy por encima de la media nacional: el puerto fluvial de aguas profundas de Maanshan, con oficina de aduanas propia, asegura el transporte de mercancías rápido y barato entre la ciudad y destinos tanto en la costa este, como en las ciudades interiores en la zona del Yangtze. El aeropuerto internacional de Nankín-Lukou se encuentra a 40 km de Maanshan, con vuelos directos a todos los rincones de China y vuelos diarios a Europa. Por carretera, Maanshan está conectada con autopistas a Nankín, Shanghái, Hangzhou, Ningbo, Hefei y Wuhu.

## Cultura
Hay un monumento conmemorativo al famoso poeta chino, Li Bai (también conocido como Li Po c.700-762), al oeste de Maanshan. Se cuenta que Li Bai murió ahogado en la zona de Maanshan al caer de su barca intentando abrazar el reflejo de la luna, estando bajo los efectos del alcohol. 
El primer festival de poesía de China tuvo lugar en Maanshan entre el 25 y el 30 de octubre de 2005. El tema del festival, esponsorizado por el Ministerio de Cultura, la Asociación de Escritores Chinos, y el gobierno provincial de Anhui, es "China Poética, China Armoniosa".

## Educación
- Anhui University of Technology

## Ciudades Hermanas
- Hamilton, Canadá[2]

- Tlalnepantla de Baz, Estado de México, México

- Monterrey, México

- Arganda del Rey, España

- Isesaki, Japón

- Galesburg, USA

- Changwon, República de Corea

- Kogarah, Australia

- Zapala, Neuquén, Argentina